# Taxa overnight
Taxa overnight  é  a taxa de juros usada pelos grandes bancos para remunerar empréstimos interbancários de curto prazo, feitos à noite, no chamado mercado overnight. Nessas transações realizadas literalmente "da noite para o dia", o tomador deve restituir o valor emprestado, acrescido de juros, logo no início do próximo dia útil. O mercado overnight - um componente do mercado monetário - é  usado principalmente por bancos e outras instituições financeiras.
Em muitos países, a taxa overnight  pode ser usada, pelos  bancos centrais, como meta de política monetária. Isto porque é a taxa de  juros mais baixa do sistema bancário - em decorrência do curto prazo de devolução dos empréstimos noturnos - e funciona, portanto, como taxa de referência. Na maioria desses países, o banco central  também participa do mercado overnight, seja emprestando, seja tomando empréstimos a bancos. 

## Como funciona
Ao longo do dia, os bancos transferem dinheiro - para outros bancos, tanto nacionais como estrangeiros, para grandes clientes ou para outras contrapartes, agindo em nome de clientes ou por sua própria conta. No fim de cada dia útil, um banco pode ter um excesso ou falta de fundos ou reservas fracionárias. Aqueles que tiverem fundos ou reservas excedentes podem emprestá-los a outros bancos. Esses empréstimos interbancários são remunerados com base na taxa de juros overnight. Os bancos também podem  tomar emprestado ou emprestar esses fundos por períodos mais longos, a depender de suas necessidades, disponibilidades ou oportunidades projetadas de usar o dinheiro para outras finalidades.[carece de fontes?]
A maioria dos bancos centrais anuncia a taxa overnight uma vez por mês. No Canadá, por exemplo, o Banco do Canadá define, a cada mês, uma "largura de banda", isto é, um intervalo de flutuação, para mais ou para menos, em torno da meta estipulada para a taxa overnight. Essa banda corresponde à taxa overnight alvo ± 0,25%. O Banco do Canadá não interfere no mercado overnight, desde que a taxa noturna permaneça dentro de sua banda alvo, mas o Banco usará suas reservas para emprestar ou tomar emprestado no mercado overnight para garantir que a taxa overnight permaneça dentro da largura de banda anunciada.
No Brasil, a taxa overnight do Selic, mais conhecida como taxa Selic over, é a taxa média ponderada por volume de transações diárias lastreadas em títulos do Tesouro (LTN) ou do Banco Central (Bônus do Banco Central, BBC), de curto, médio e longo prazos, registradas no Sistema Especial de Liquidação e Custódia do Banco Central (Selic), um sistema eletrônico criado em 1979, pelo Banco Central do Brasil, para controlar a emissão, compra e venda de títulos públicos. São responsáveis  pelo Sistema o Banco Central do Brasil e a ANBIMA, uma entidade privada que reúne bancos e operadores do mercado financeiro.
A taxa Selic over é divulgada diariamente - não devendo ser confundida com a taxa Selic de base anual, conhecida como Selic meta, que é a taxa de juros básica ou referencial da economia brasileira.

## Medida de liquidez
As taxas overnight são uma medida da liquidez da economia: em condições de liquidez restrita, as taxas overnight se elevam; se a liquidez da  aumenta, as taxas caem. Além disso, as taxas overnight também podem disparar em consequência de uma crise de confiança entre os bancos, como foi observado durante a crise de liquidez de 2008. Para medir o grau de liquidez da economia, usa-se o spread, ou seja, a diferença entre as taxas de juros dos empréstimos sem risco e as taxas de juros overnight.  Nos EUA, o indicador de liquidez usado é a  TED, que é a diferença entre a taxa de juros Libor e a taxa de juros de curto prazo dos títulos do Tesouro dos Estados Unidos (T-bills).